# Magnus Kihlstedt
Magnus Kihlstedt (Munkedal, 29 febbraio 1972) è un ex calciatore svedese, di ruolo portiere.

## Carriera

### Club
Ha giocato come portiere. Dopo diverse stagioni in patria, nel 1997 si è trasferito in Norvegia, prima per difendere la porta del Lillestrom e poi quella del Brann.
Dal 2001 al 2005 ha invece giocato per i danesi del FC Copenaghen, con i quali ha vinto campionato e Coppa di Danimarca.

### Nazionale
Nella prima metà degli anni Duemila è stato nel giro della Nazionale svedese con la quale ha totalizzato 13 presenze.
Ha fatto parte, come portiere di riserva, delle spedizioni ad Euro 2000, ai Mondiali di Giappone e Corea del 2002 ed a Euro 2004.

## Statistiche

### Cronologia presenze e reti in nazionale
| Cronologia completa delle presenze e delle reti in nazionale ― Svezia | Cronologia completa delle presenze e delle reti in nazionale ― Svezia | Cronologia completa delle presenze e delle reti in nazionale ― Svezia | Cronologia completa delle presenze e delle reti in nazionale ― Svezia | Cronologia completa delle presenze e delle reti in nazionale ― Svezia | Cronologia completa delle presenze e delle reti in nazionale ― Svezia | Cronologia completa delle presenze e delle reti in nazionale ― Svezia | Cronologia completa delle presenze e delle reti in nazionale ― Svezia |
| Data                                                                  | Città                                                                 | In casa                                                               | Risultato                                                             | Ospiti                                                                | Competizione                                                          | Reti                                                                  | Note                                                                  |
| --------------------------------------------------------------------- | --------------------------------------------------------------------- | --------------------------------------------------------------------- | --------------------------------------------------------------------- | --------------------------------------------------------------------- | --------------------------------------------------------------------- | --------------------------------------------------------------------- | --------------------------------------------------------------------- |
| 24-1-1998                                                             | Orlando                                                               | Stati Uniti                                                           | 1 – 0                                                                 | Svezia                                                                | Amichevole                                                            | -1                                                                    |                                                                       |
| 10-2-1999                                                             | Tunisi                                                                | Tunisia                                                               | 0 – 1                                                                 | Svezia                                                                | Amichevole                                                            | -                                                                     | 46’                                                                   |
| 28-4-1999                                                             | Dublino                                                               | Irlanda                                                               | 2 – 0                                                                 | Svezia                                                                | Amichevole                                                            | -2                                                                    |                                                                       |
| 18-8-1999                                                             | Malmö                                                                 | Svezia                                                                | 0 – 0                                                                 | Austria                                                               | Amichevole                                                            | -                                                                     | 46’                                                                   |
| 27-11-1999                                                            | Pretoria                                                              | Sudafrica                                                             | 1 – 0                                                                 | Svezia                                                                | Amichevole                                                            | -                                                                     | 46’                                                                   |
| 26-4-2000                                                             | Copenaghen                                                            | Danimarca                                                             | 0 – 1                                                                 | Svezia                                                                | Amichevole                                                            | -                                                                     | 46’                                                                   |
| 16-8-2000                                                             | Reykjavík                                                             | Islanda                                                               | 2 – 1                                                                 | Svezia                                                                | Amichevole                                                            | -1                                                                    | 46’                                                                   |
| 10-2-2001                                                             | Bangkok                                                               | Thailandia                                                            | 1 – 4                                                                 | Svezia                                                                | Amichevole                                                            | -1                                                                    |                                                                       |
| 14-2-2001                                                             | Bangkok                                                               | Qatar                                                                 | 0 – 0                                                                 | Svezia                                                                | Amichevole                                                            | -                                                                     |                                                                       |
| 17-2-2001                                                             | Bangkok                                                               | Cina                                                                  | 0 – 3                                                                 | Svezia                                                                | Amichevole                                                            | -                                                                     |                                                                       |
| 10-11-2001                                                            | Manchester                                                            | Inghilterra                                                           | 1 – 1                                                                 | Svezia                                                                | Amichevole                                                            | -                                                                     | 46’                                                                   |
| 17-4-2002                                                             | Oslo                                                                  | Norvegia                                                              | 0 – 0                                                                 | Svezia                                                                | Amichevole                                                            | -                                                                     |                                                                       |
| 31-3-2004                                                             | Göteborg                                                              | Svezia                                                                | 1 – 0                                                                 | Inghilterra                                                           | Amichevole                                                            | -                                                                     | 46’                                                                   |
| Totale                                                                |                                                                       | Presenze                                                              | 13                                                                    |                                                                       | Reti                                                                  | -5                                                                    |                                                                       |

## Palmarès

### Competizioni nazionali
- Campionato di calcio danese: 2

Copenaghen: 2003 e 2004
- Coppa di Danimarca: 1

Copenaghen: 2002